# 이경규의 진짜 카메라
《이경규의 진짜 카메라》는 TV조선으로 방송되는 관찰 토크쇼 프로그램이다.

## MC
- 이경규

## 같이 보기
- 집밥 백선생 (TVN)
- 시사기획 창 (KBS 1TV)
- 화려한 유혹 (MBC)
- 발칙하게 고고 (KBS 2TV)
- 육룡이 나르샤 (SBS)
- EBS 다큐프라임 (EBS 1TV)
- 휴먼 다큐 사노라면 (MBN)
- 키즈 돌직구쇼 - 내 나이가 어때서 (JTBC)

| TV조선 화요일 프로그램 |                      |                        |
| 이전                   | 이경규의 진짜 카메라 | 다음                   |
| TV조선 스포츠 판       | 이경규의 진짜 카메라 | 솔깃한 연예토크 호박씨 |
| 밤 9시 40분            | 밤 9시 50분          | 밤 11시                |
|                        |                      |                        |